# Gyllenedfælder
En gyllenedfælder er et landbrugsredskab, der monteres bag på en gyllevogn og benyttes til udbringning af gylle. Den anbringer gyllen under jordoverfladen, hvorved lugtgener og kvælstoftab i form af ammoniakfordampning reduceres markant i forhold til tidligere, hvor gyllen blot sprøjtedes ud over jorden (eller senere via et system af slanger udlagdes direkte på jorden). Selve nedfældningen fungerer ved at redskabet ved hjælp af rulleskær åbner riller i jorden, hvortil gyllen tilføres gennem slanger, hvorefter rillen eventuelt genlukkes. Dette stiller desværre store krav til den trækkende traktors motorkapacitet, og det er heller ikke velegnet på marker med allerede etablerede afgrøder. For at løse dette problem går udviklingen derfor i retning af punktnedfældere, som er redskaber der skyder gyllen ned i jorden under højt tryk i enkelte punkter. Denne metode er dog ikke lige velegnet på alle slags jorder. Især på lerjord med flerårige græsafgrøder er indtrængningen ikke tilfredsstillende.
| Maskiner | Spire Denne artikel om maskiner, maskindele og apparater er en spire som bør udbygges. Du er velkommen til at hjælpe Wikipedia ved at udvide den. |